# Gekiganger 3
Gekiganger 3 (ゲキ・ガンガー3?, Geki Gangā Surī) è un OAV prodotto dalla Xebec nel 1998.
Si tratta di uno spin-off della serie televisiva animata Mobile Battleship Nadesico, in cui Gekiganger 3 era una immaginaria serie televisiva seguita dai protagonisti. In effetti l'OAV è una compilation delle brevi scene mostrate durante Nadesico, assemblate insieme per creare un unico anime di trenta minuti. Gekiganger 3 rappresenta una parodia degli anime robotici degli anni settanta ed in particolar modo di Getter Robot di Gō Nagai.

## Trama
Ken, Joe e Akira sono tre studenti di scuola superiore, oltre che i piloti di tre potentissimi mecha in grado di unirsi tra loro per formare il gigantesco Gekiganger 3, ultimo baluardo dell'umanità per difendersi dal crudele principe Akara e dall'imperatore Hyperion, proveniente da un altro pianeta per conquistare la Terra.

## Colonna sonora
Sigla di apertura
- Habatake Gekiganger 3/Soaring Gekiganger 3 cantata da Kaneda Meron